# Bidune
Bidune (em árabe بِدون Bidūn) designa no mundo árabe uma pessoa apátrida. 
O nome vem do árabe, bidūn jinsiyya (بدون جنسية) «sem nacionalidade». O nome é utilizado sobretudo no Cuaite, onde existe uma importante população bidune, e no Barém. Embora a maioria dos bidunes sejam beduínos, os dois termos são diferentes.

## Cuaite
A população bidune do Cuaite é de cerca de 100 mil pessoas, tendo um estatuto diferente do dos cuaitianos e dos estrangeiros. A maioria dos bidunes ou são residentes de longa data ou nasceram no Cuaite. Estão privados de qualquer direito político, não têm direito ao ensino e saúde gratuitos como os cidadãos cuaitianos e só podem adquirir bens, arranjar trabalho ou viajar para o estrangeiro se algum cuaitiano se responsabilizar.